# Метростанция „Национален дворец на културата“
Метростанция „Национален дворец на културата“ или „НДК“ е станция от линия М2 на Софийското метро. Въведена е в експлоатация на 31 август 2012 г.
От 26 август 2020 г. станцията е трансферна с едноименната станция от линия М3. Връзката е разположена в северната касова зала на станцията, където двете зали са свързани в обща платена зона.

## Местоположение
Метростанцията е разположена между бул. „Патриарх Евтимий“, бул. „Витоша“ и Националния дворец на културата. Вход/изходи на метростанцията има в подлеза на НДК, в пешеходния тунел, на „Витошка“ и в края на площад „България“. Заедно с метростанцията от линия М3, станцията има 11 вход/изхода.
| №  | Име на вход/изход              | Достъпност          |
| -- | ------------------------------ | ------------------- |
| 1  | ул. Княз Борис I               |                     |
| 2  | ул. Цар Самуил                 | асансьор            |
| 3  | бул. Витоша / Витошка          | асансьор            |
| 4  | бул. Патриарх Евтимий          | асансьор            |
| 5  | ул. Гургулят                   |                     |
| 6  | пл. България                   | ескалатор, асансьор |
| 7  | спирка НДК - тунел             |                     |
| 8  | Национален дворец на културата |                     |
| 9  | Национален дворец на културата | асансьор            |
| 10 | спирка НДК                     |                     |
| 11 | пл. Баба Неделя                |                     |

## Архитектурно оформление
Архитектурният проект за станцията е на Елена и Фарид Пактиавал. Станцията е с островен перон, подземна, едноотворна, с плосък покрив. Дължина на перона: 114 м, ширина: 8 м.
Конструктивно станцията е изградена още през 1980 – 1982 г., при изграждането на НДК. Южният вестибюл години наред е използван с търговска цел. Станцията не е била изградена в цялата си дължина, поради факта, че не е имало яснота с каква дължина ще бъдат станциите. Перонът също не е бил изграден. След разконсервирането, станцията се доизгражда в северна посока и се изгражда северният вестибюл. Допълнително изградените през 80-те години преходни тунели са адаптирани за съвременните изисквания и са изградени асансьори, рампи и ескалатори.
Островният перон е застлан с полиран гранит, а стените са облицовани със сивозелен гранитогрес в долната част и цветни закалени стъкла в горната. Таванът е окачен тип „Хънтър Дъглас“, а по цялото му продължение се извива изящно цялостно осветление. На едната страна на перона е изпълнено художествено керамично пано със стилизиран силует на НДК. Същият стил прелива и към вестибюлните пространства и пешеходния тунел – тъмнорозово, светлозелено, бяло и сивобежово, а подът е застлан от светло и тъмносиви гранитни плочи.

## Връзки с градския транспорт

### Автобусни линии
Метростанция „НДК“ се обслужва от 1 туристическа линия и 2 автобусни линии от нощния транспорт:
- Туристическа линия 200;
- Автобусни линии от нощния транспорт: N2, N4.

### Трамвайни линии
Метростанция „НДК“ се обслужва от 4 трамвайни линии:
- Трамвайни линии: 1, 6, 7, 27

### Тролейбусни линии
Метростанция „НДК“ се обслужва от 6 тролейбусни линии:
- Тролейбусни линии: 1, 2, 5, 7, 8, 9

## Фотогалерия
- 3D изложение на трансферната станция